# Zdrhovadlo

Animace fungování zipu, kdy jedna strana zapadá do druhé

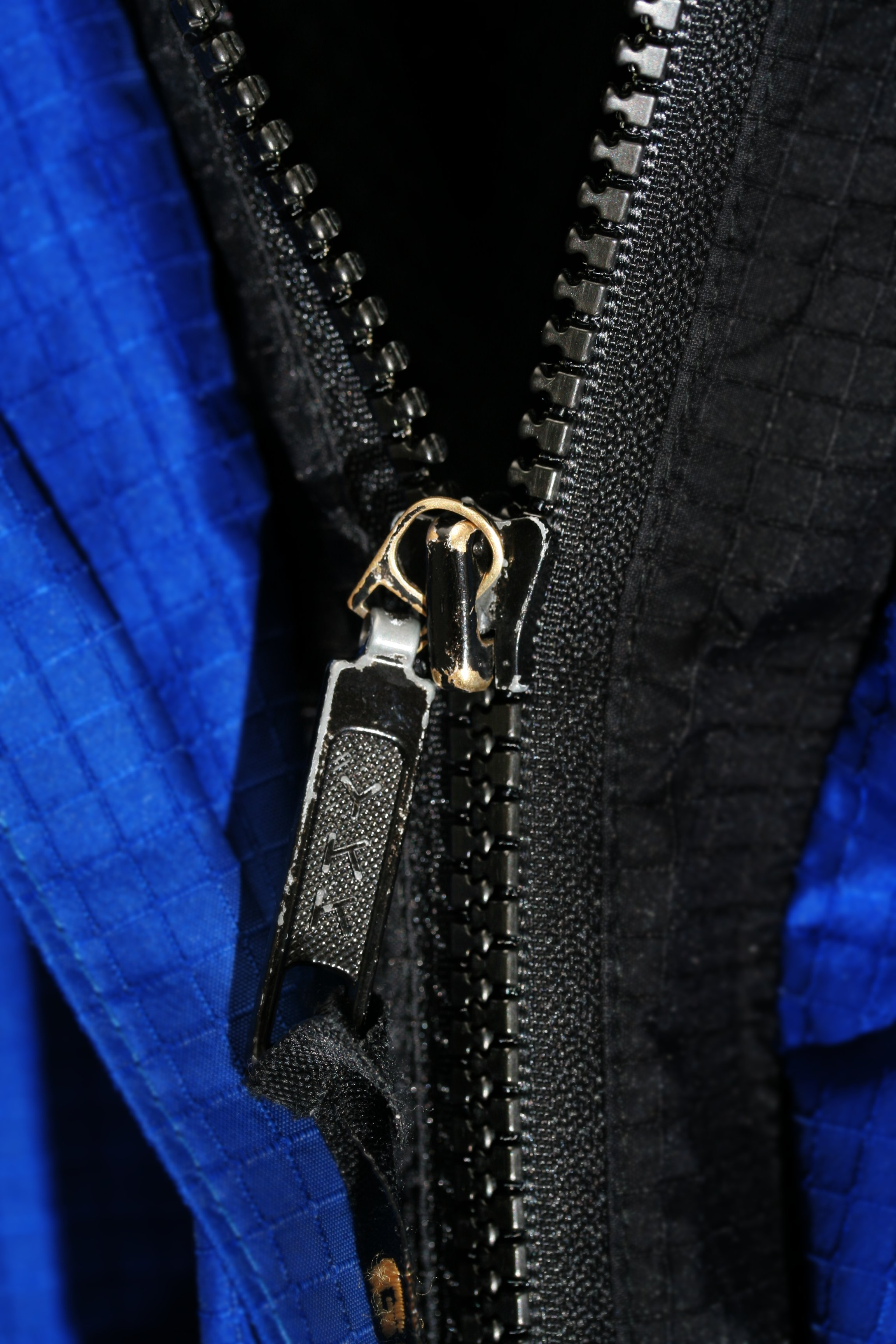
Rozepnutý kostěný zip

Zip či zdrhovadlo je zařízení sloužící ke spojování dvou částí dohromady. Je nejčastěji využíván na oděvech, ale má mnohé další využití (na batozích, kufrech, sportovním vybavení a u pomůcek pro kempování).
Zip se skládá ze tří částí - jezdce a dvou ozubených pásů, které do sebe zapadají. Každý z pásů je složen z řady speciálních zubů, které jsou na konci zahnuté, což umožňuje jejich větší soudržnost a tedy pevnost. Suchý zip funguje na jiném principu.

## Historie
Předchůdce moderního zipu byl patentován jako an Automatic, Continuous Clothing Closure ve Spojených státech amerických v roce 1851 Eliasem Howem, nejednalo se ale o vynález pro praktické využití, a proto nebyl nikdy uveden do prodeje. Whitcomb L. Judson si nechal patentovat podobné zařízení známé jako Clasp Locker pro rychlejší zapínání bot (1891). Vynález začal být vyráběn jeho firmou Universal Fastener company. Skutečný moderní zip se na světě objevil v roce 1913 (patentován 1917) a jeho tvůrcem se stal Gideon Sundback – Švéd, který emigroval do Kanady. Menší segmenty zvýšily jejich hustotu, díky tomu zip snadno neprofoukl a neodhaloval spodní vrstvy oblečení. Americká armáda jím vybavila své vojáky bojující v první světové válce. Zkrácený název zipper mu dal výrobce obuvi, společnost B.F.Goodrich Company dle zvuku, který vydával. Ve 30. letech 20. století se začal zip prosazovat do oblečení i díky reklamní kampani zdůrazňující, že dětské prstíky si s ním lépe poradí než s knoflíky. Nakonec se prosadil i do zapínání pánských kalhot, k čemuž dopomohl britský král Edward VIII., který se na veřejnosti běžně objevoval v kalhotách se zipem. Zipy mají zejména v oblibě osoby trpící koumpounofobií, tedy chorobným strachem z knoflíků.
V současnosti je největším výrobcem zipů japonská firma Yoshida Kogyo Kabushikikaisha, známá pod zkratkou YKK, která produkuje přibližně polovinu veškeré světové produkce zipů. Každoročně okolo 7 miliard kusů.

## Typy zipů

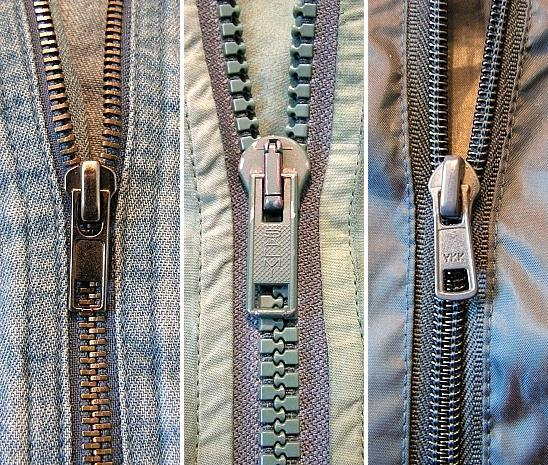
mosazný, kostěný a spirálový zip

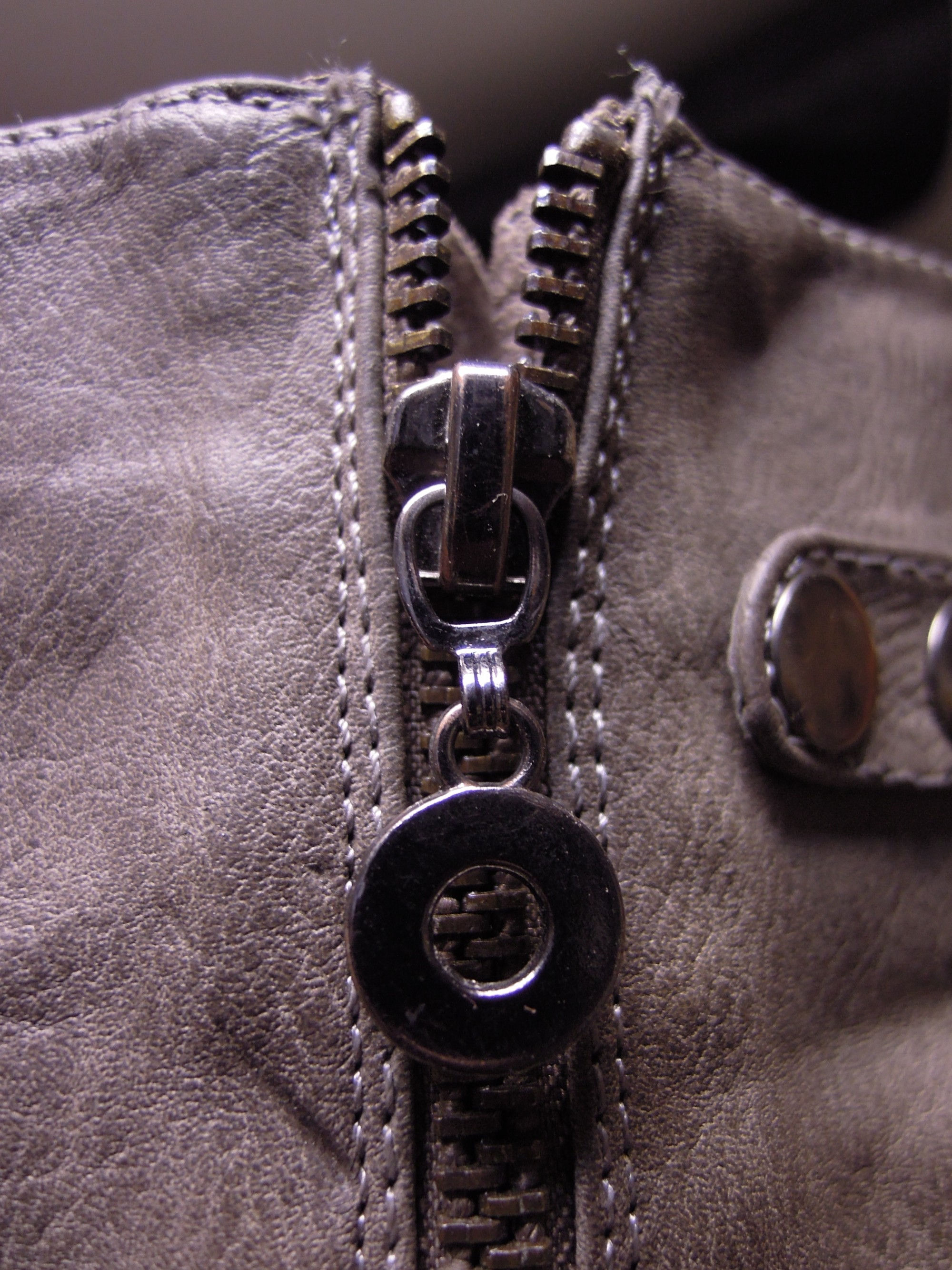
Mosazný zip na zimní botě

### Dle zoubků
Spirálový –  dvě tenké plastové tvarované spirály zapracované do proužků látky. Každá otočka spirály je jeden zoubek zipu. Ukončován shora obvykle kovovými koncovkami. Často prodáván i v metráži, lze snadno ustříhnout a upravit na libovolnou velikost. Časté použití: kapsy, mikiny, batohy
Kostěný (plastový) – jednotlivé plastové zoubky připevněné k proužkům látky. Shora obvykle ukončeny větším zoubkem odlišného tvaru. Časté použití: bundy
Mosazný (kovový) – užší kovové zoubky připevněné k proužkům látky. Shora obvykle ukončeny větším zoubkem odlišného tvaru. Časté použití: džíny, boty

### Dle zapínání
Dělitelný: zip lze úplně rozepnout na dva nespojené díly. Časté použití: bundy, spací pytle, odepínací nohavice
Nedělitelný: i po úplném rozepnutí zůstává zip dole spojen. Časté použití: kapsy, batohy, poklopec
Obousměrný: zip má 2 jezdce a jde rozvírat či zavírat z obou stran. Časté použití: bundy, batohy
Oboustranný: zip má 1 jezdec a jde rozvírat  z líce i z rubu oděvu. Časté použití: spací pytle

### Speciální typy zipů
Skrytý: slabší, obvykle spirální zip, jehož zoubky po zapnutí nejsou patrné. Na šicím stroji se obvykle všívá speciální patkou na skrytý zip. Časté použití: sukně, šaty
Zátěrový (voděodolný): nepromokavý skrytý zip opatřený zátěrem, který brání prostupu vody textilní částí i mezi zoubky zipu. Časté použití: membránové bundy
Nekonečný zip (zdrhovadlový pás) – pás zipu v metráži, který lze přistřihnout na libovolnou délku. Ke spirálovým zipům se prodávají i kovové ukončovací části. Jezdce k nekonečným zipům se prodávají zvlášť. Lze jej použít místo nedělitelného zipu nestandardní délky, např. povlak na matraci.

### Dle parametrů
Délka zipu – zdrhovadla se prodávají v různých předpřipravených délkách nebo v metráži (tzv. nekonečný zip). Udává se pouze délka zapínatelné části zipu, bez textilních kousků bez zoubků nahoře a dole.
Velikosti zipu – zdrhovadla se dělají v různých velikostech, aby nebyla příliš slabá nebo naopak zbytečně robustní. Velikost zipu se udává v mm, měřena je šíře zapnuté spirály/zoubků bez textilní části. Každá firma má vlastní číslování, u spirálních je časté označení WS (WS0 – 3(4)mm, WS10 – (5)6mm, WS20 – 8(9)mm), popřípadě 0 ( největší), 1, 2 . Velikost zipu je často vyražena z rubové strany jezdce, což pomáhá při výměně rozbitého jezdce (např. při rozjíždění zipu).

### Zipový adaptér
Pruh zipu sešitý ze 2 různých zipů umožňující spojení nekompatibilních zipů. Používá se například u vsadky na bundu - speciální oblečení při nošení dětí.

## Opravy a výměny zipů
Zip bývá první věc, co se u oblečení (např. bundy) rozbije. V takovém případě je buďto třeba vyměnit jezdce, nebo celý zip. Tuto službu dělají obvykle opravny oděvů.
V případě rozjíždění zipu, kdy zip není jinak poškozen pomáhá jezdec lehce stisknout kleštěmi.
V naprosté většině případů vůbec není třeba celý zip měnit a stačí vyměnit jezdce. To je v případě, když jezdec upadne, rozjíždí se zip nebo se ulomí pacička, ale 2 pásy na bundě se zoubky jsou v pořádku, zoubky nechybí a není vypáraný nebo odtržený. Namísto původního jezdce se shora nasune nový jezdec. U spirálních zipů je před výměnou třeba odstranit kovou zarážku a po instalaci nového jezdce ji vrátit zpět na místo. Velikost zipu je často vyražena z rubové strany jezdce.
Výměna celého zipu probíhá tak, že se původní zip vypáře a na jeho místo přišije nový zip.

## Přenesené aplikace
Metoda zipu je přenesená aplikace mechanického zdrhovadla do prostředí silniční dopravy, která je používána v případech, kdy se dva jízdní pruhy na nějaké pozemní komunikaci z jakéhokoliv důvodu zužují pouze na jeden jízdní pruh. Vozidla v tomto případě najíždějí do volného jízdního pruhu střídavě jeden zprava a jeden zleva, což připomíná právě běžné mechanické zdrhovadlo.